# Frederik Schuh

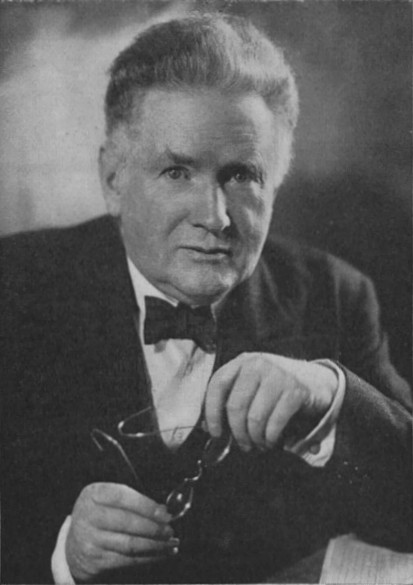
Frederik Schuh

Frederik (Fred.) Schuh (Amsterdam, 7 februari 1875 - Den Haag, 6 januari 1966) was een Nederlandse wiskundige. 

## Biografie
Na de middelbare school in Amsterdam studeerde hij wis- en natuurkunde in deze stad en in Göttingen. Reeds in 1895 deed Schuh van zich spreken, toen hij als student, die nog geen enkel academisch examen had afgelegd, een gouden medaille won met zijn originele oplossing van een door de Universiteit van Amsterdam uitgeschreven wiskundeprijsvraag. De rector magnificus beloonde hem met de woorden: "Gij hebt door Uwen arbeid den toegang verworven tot den kring der academie-burgers in hoogeren zin. Gij hebt daarmede als het ware Uw zelfstandige geleerden-loopbaan begonnen." 
In 1905 promoveerde Schuh cum laude aan dezelfde universiteit op een proefschrift getiteld "Vergelijkend overzicht der methoden ter bepaling van aantallen vlakke krommen." Van 1902 tot 1907 was hij leraar middelbaar onderwijs in Apeldoorn en Sneek en tijdens die periode van 1905-1907 tevens privaatdocent aan de Rijksuniversiteit van Groningen. Van 1907 tot zijn emeritaat in 1945 was hij hoogleraar wiskunde en mechanica aan de Technische Hoogeschool (thans: Technische Universiteit Delft), welke periode van 1909 tot 1916 werd onderbroken toen hij als hoogleraar wiskunde verbonden was aan de universiteit van Groningen. 
Talrijke Delftse ingenieurs hadden Schuh als leermeester in de mechanica. Zijn colleges waren volgens velen van hen van een niet te overtreffen helderheid. Op internationale congressen was hij een bekende figuur en ook vertegenwoordigde Schuh de TH in het buitenland bij bijzondere gebeurtenissen, zoals universiteitsjubilea. Voorts was hij lid van verscheidene geleerdengenootschappen.
Schuh was een zeer vruchtbaar auteur van studieboeken voor wiskunde en mechanica (ruim 30 vaak meerdelige titels) en was redacteur en/of medewerker van talloze tijdschriften op dit terrein. Alleen al aan het in 1913 door Wijdenes en Verkaart opgerichte "Nieuw Tijdschrift voor Wiskunde" droeg hij tientallen artikelen bij en gaf de uitgewerkte oplossingen van de akte-examens. Daarbij spaarde hij de samenstellers van de opgaven zijn kritiek niet. Soms noemde hij een vraagstuk schertsend "een puzzel" of luidde zijn commentaar: "Het werk voor Beschrijvende Meetkunde is voor de tijd van 3 uur veel te veel. Ik kan niet geloven, dat de examinator, die het heeft opgegeven, het in die tijd zou klaar spelen, als hij er zo in eens tegenover gesteld werd." 
Bij het grote publiek verwierf Schuh zich echter vooral bekendheid door zijn boeken en artikelen over aan wiskunde en mechanica gerelateerde onderwerpen, zoals kansspelen en wiskundig getinte puzzels. Zijn meesterwerk op dit terrein was "Wonderlijke Problemen" (1943). Schuh analyseerde daarin onder meer schijnbaar triviale bordspelletjes zoals het dwergenspel, die een verrassende diepte bleken te bezitten. Ook als radiospreker was hij actief: zijn kostelijke causerieën getiteld "Hoe leert men denken?" zijn nog na te lezen in zijn werk "Didactiek en methodiek van de wiskunde en mechanica" (1940). Minder succesvol was zijn merkwaardige voorstel in 1952 aan de minister van Onderwijs, Kunsten en Wetenschappen om te komen tot een logische uitspraak van getallen. Zo meende hij dat getallen in dezelfde volgorde moeten worden uitgesproken als waarin ze zijn geschreven, bijvoorbeeld 364.287 als driehonderd-zestig-vierduizend-tweehonderd-tachtig-zeven.

## Selectie van zijn werk

### Wetenschappelijk werk
- Grepen uit de moderne meetkunde (eerste deel, 1916)
- Leerboek der elementaire theoretische rekenkunde (2 dln., 1919 en 1921)
- Compendium der hoogere wiskunde (samen met J.G. Rutgers, 1919-1928)
- Beknopte Hoogere Algebra (1926)
- Leerboek der theoretische mechanica, met inbegrip der kinematica (4 dln., 1931-37)
- Leerboek der differentiaal- en integraalrekening (3 dln., 1941/42)
- Nieuw leerboek der hogere algebra (2 dln., 1943/44)

### Wiskundige en werktuigkundige puzzels
- Wonderlijke problemen. Leerzaam tijdverdrijf door puzzle en spel (1943; 2de dr. 1949)
- Wiskundige puzzles en spelen (1944)
- De macht van het getal (1949)
- Spelen met getallen (1951)